# King Island Council

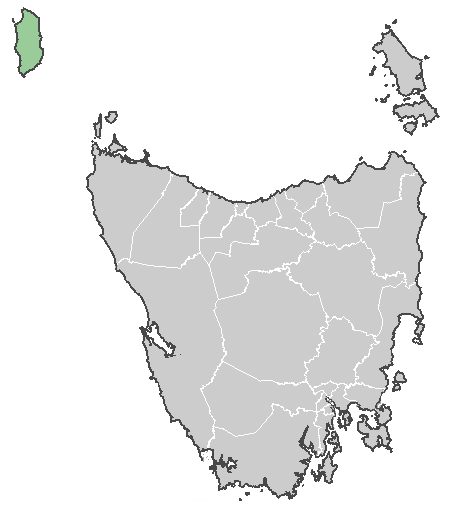
King Island Council

King Island Council – obszar samorządu lokalnego (ang. local government area), zlokalizowany w całości na wyspie King, wchodzący w skład stanu Tasmania (Australia). Siedziba rady samorządu zlokalizowana jest w mieście Currie. 
Według danych z 2009 roku, obszar ten zamieszkuje 1700 osób. Powierzchnia samorządu wynosi 1100 km². 
W celu identyfikacji samorządu Australian Bureau of Statistics wprowadziło czterocyfrowy kod dla gminy King Island – 3410.